# Miconia mattogrossensis
Miconia mattogrossensis är en tvåhjärtbladig växtart som beskrevs av Frederico Carlos Hoehne. Miconia mattogrossensis ingår i släktet Miconia och familjen Melastomataceae. Inga underarter finns listade i Catalogue of Life.